# Holmby socken
Holmby socken i Skåne ingick i Frosta härad och är sedan 1971 en del av Eslövs kommun, från 2016 inom Gårdstånga-Holmby distrikt.
Socknens areal är 18,91 kvadratkilometer varav 18,75 land. År 1991 fanns här 1 197 invånare. Tätorten Flyinge samt kyrkbyn Holmby med sockenkyrkan Holmby kyrka ligger i socknen. 

## Administrativ historik
Socknen har medeltida ursprung. 
Vid kommunreformen 1862 övergick socknens ansvar för de kyrkliga frågorna till Holmby församling och för de borgerliga frågorna bildades Holmby landskommun. Landskommunen uppgick 1952 i Skarhults landskommun som 1971 uppgick i Eslövs kommun. Församlingen uppgick 1998 i Gårdstånga-Holmby församling som 2008 uppgick i Eslövs församling.
1 januari 2016 inrättades distriktet Gårdstånga-Holmby, med samma omfattning som Gårdstånga-Holmby församling fick 1998, och vari detta sockenområde ingår.
Socknen har tillhört län, fögderier, tingslag och domsagor enligt vad som beskrivs i artikeln Frosta härad. De indelta soldaterna tillhörde Södra skånska infanteriregementet, Färs kompani.

## Geografi
Holmby socken ligger nordost om Lund med Kävlingeån i söder. Socknen är en odlad slättbygd.
I socknen finns byarna Brödåkra, Holmby, Tengelsås och Östra Gårdstånga.

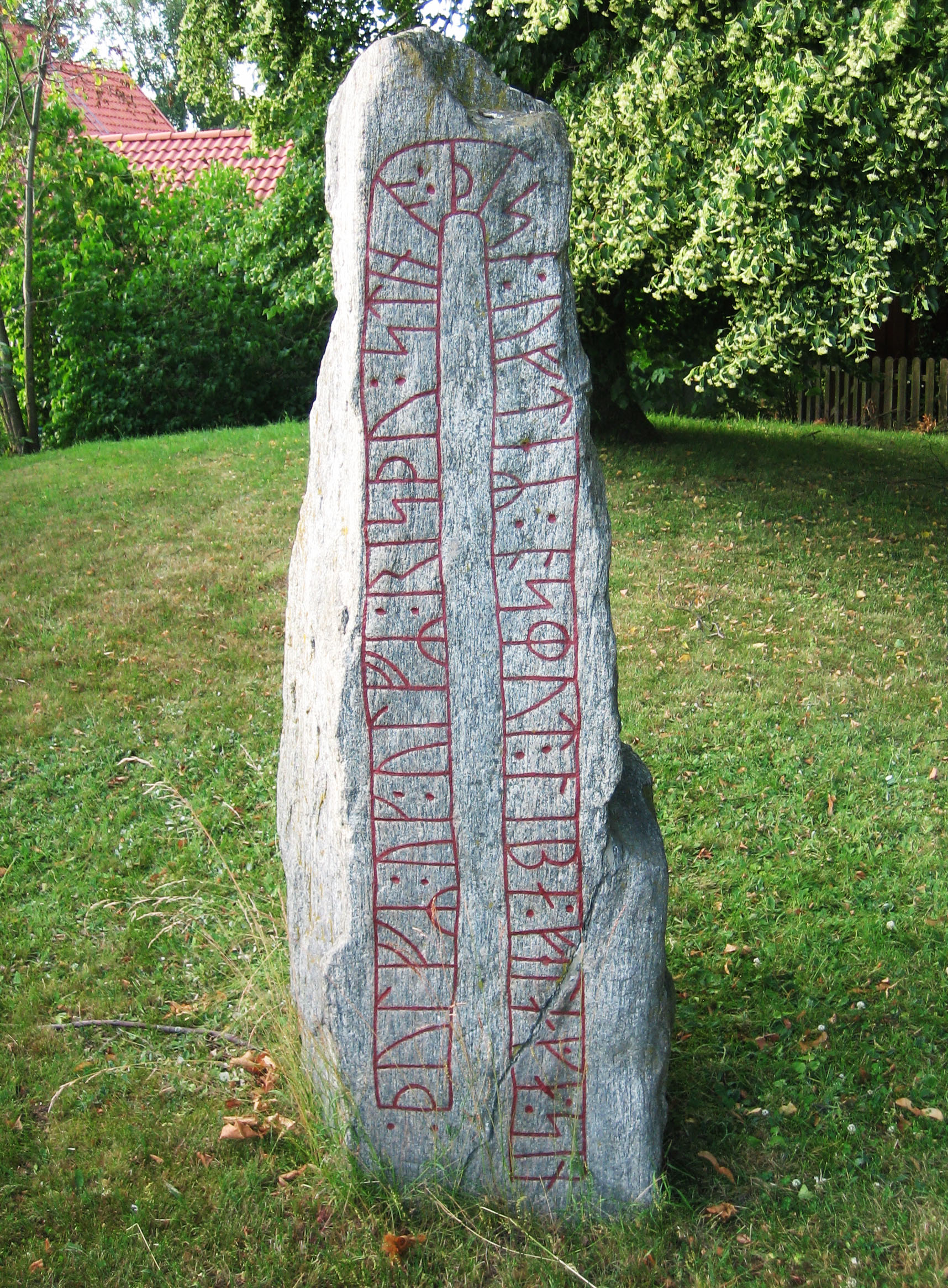
Gårdstångastenen 1 i Flyinge

## Fornlämningar
Från stenåldern är lösfynd och cirka 15 boplatser funna. Från bronsåldern finns en nu överplöjd gravhög. Två runstenar finns här. 

## Namnet
Namnet skrevs 1290 Haulumbi och kommer från kyrkbyn. Efterleden innehåller by, 'gård; by'. Förleden kan vara holm, 'upphöjning över kringliggande mark' syftande på den höjd kyrkbyn ligger på.